# Portland Pattern Repository
Portland Pattern Repository (PPR) – pierwsze na świecie wiki oraz repozytorium dla wzorców projektowych używanych przy projektowaniu oprogramowania. Repozytorium dotyczyło również programowania ekstremalnego (metodologia z dziedziny inżynierii oprogramowania). Było przechowywane na serwerze firmy Warda Cunninghama.
17 stycznia 1987 roku, programista Howard G. (Ward) Cunningham z firmy Tektronix opublikował wspólnie z pracownikiem firmy Apple Computer Kentem Beckiem artykuł Using Pattern Languages for Object-Oriented Programs na konferencję OOPSLA organizowaną przez Association for Computing Machinery w 1987 roku. Ward stworzył Portland Pattern Repository z zamiarem wspomożenia programistów obiektowych w publikowaniu odkrytych przez nich wzorców. Pomysł Cunninghama i Becka stał się popularny wśród programistów, ponieważ pozwalał na łatwą wymianę poglądów w zrozumiałym formacie.
Serwisowi PPR towarzyszył serwis WikiWikiWeb.